# Клічево-Дуже
Клічево-Дуже (пол. Kliczewo Duże) — село в Польщі, у гміні Журомін Журомінського повіту Мазовецького воєводства.
Населення — 147 осіб (2011).
У 1975-1998 роках село належало до Цехановського воєводства.

## Демографія
Демографічна структура станом на 31 березня 2011 року:
|          | Загалом | Допрацездатний вік | Працездатний вік | Постпрацездатний вік |
| -------- | ------- | ------------------ | ---------------- | -------------------- |
| Чоловіки | 78      | 17                 | 56               | 5                    |
| Жінки    | 69      | 15                 | 40               | 14                   |
| Разом    | 147     | 32                 | 96               | 19                   |